# Pietro Conti
Pietro Conti (Spoleto, 8 settembre 1928 – Perugia, 7 settembre 1988) è stato un politico italiano, primo Presidente della Regione Umbria dal 1970 al 1976, deputato della repubblica dal 1976 al 1987 e sindaco di Spoleto dal 1987 al 1988.

## Biografia
Nato in una famiglia operaia, s'iscrive al Partito Comunista Italiano (PCI), di cui diventa dirigente, e alla Confederazione Generale Italiana del Lavoro (CGIL).
La sua carriera politica comincia giovanissimo quando da semplice operaio si distingue nella difesa dei diritti sindacali dei lavoratori. Grazie a queste sue capacità viene chiamato a Perugia dove in breve diviene segretario della Federazione Giovanile Comunista Italiana e poi segretario della CGIL dell'Umbria.

### Presidente della Regione Umbria
Alle primissime elezioni regionali in Umbria del 1970 si candida al Consiglio regionale dell'Umbria, tra le liste del PCI nel collegio di Perugia, risultando eletto consigliere regionale come il più votato del PCI con 12.229 preferenze. Successivamente diventa il primo presidente della Regione Umbria, sostenuto da una maggioranza composta da PCI, Partito Socialista Italiano (PSI) e Partito Socialista Italiano di Unità Proletaria, rimanendo in carica per 5 anni e distinguendosi, insieme ai presidenti dell'Emilia-Romagna Guido Fanti e della Lombardia Piero Bassetti, per un'applicazione molto serrata del regionalismo.
Alle regionali umbre del 1975 viene confermato sia come consigliere regionale con 21.354 preferenze che come presidente di Regione, sostenuto questa volta dai soli PCI e PSI, rimanendo in carica fino al 1976, anno in cui viene eletto nel Parlamento Italiano dove rimane per 10 anni. Nel 1987, poco prima di morire, diviene sindaco di Spoleto.

### Deputato alla Camera
Alle elezioni politiche del 1976 venne candidato alla Camera dei deputati, tra le liste del PCI nella circoscrizione Perugia-Terni-Rieti, venendo eletto deputato. Fu poi riconfermato per tre legislature fino al 1987 ricoprendo anche la carica di vicepresidente della Commissione in interni.
È stato membro del Comitato Centrale del PCI dal 1972 al 1983 e segretario nazionale della Lega delle autonomie e dei poteri locali dal 1977 al 1980.

### Sindaco di Spoleto
Già nel 1980 Conti, era stato eletto sindaco dal consiglio comunale nella lista del Pci. Nel 1987 il consiglio comunale lo elesse sindaco. Al momento del suo insediamento l’amministrazione si trovava in una situazione di profonda crisi. Conti si mise al lavoro impegnandosi a tempo pieno incontrando e ascoltando tutti dagli imprenditori ai cittadini locali.

### Morte
Dieci mesi prima di morire si era assunto la responsabilità di guidare l'Amministrazione comunale di Spoleto che era in una situazione molto difficile. Il 6 settembre 1988 Spoleto aveva già perso il suo vicesindaco, Dante Perilli, che era malato da tempo, il 7 settembre toccò a Conti, morto d'infarto nella sua casa a Perugia. Il giorno dopo avrebbe compiuto 60 anni. Cardiopatico, già nel 1963 fu colpito dal primo infarto. La camera ardente venne allestita nella sede della Regione dove sfilarono alcune migliaia di persone per salutarlo l’ultima volta.